# 곰돌이 푸 2 - 폭풍우 치던 날
곰돌이 푸 2 - 폭풍우 치던 날(Winnie The Pooh And The Blustery Day)은 미국에서 제작된 울프강 라이트만 감독의 1968년 애니메이션 영화이다. 세바스찬 캐보트 등이 주연으로 출연하였고 월트 디즈니 등이 제작에 참여하였다.

## 출연

### 주연
- 세바스찬 캐보트
- 스테링 할러웨이
- 존 피들러
- 할 스미스
- 랠프 라이트
- 주니어스 매슈스
- 하워드 모리스
- 바바라 루디
- 클린트 하워드
- 폴 윈첼
- 존 웜슬리

## 제작진
- 원작자: A.A. 밀른